# Quentin Dempster
Quentin Dempster és un periodista i escriptor australià.
Ha treballat de periodista durant 30 anys. Durant 20 dels quals ha treballat per l'Australian Broadcasting Corporation (Corporació de Radiodifusió australiana), un grup audiovisual públic de ràdio i televisió d'Austràlia. La seva contribució més important va ser la de descobrir i exposar un cas de corrupció policial a Queensland. Treballa a l'àmbit de la televisió.
Ell actualment resideix a Sydney i participa en el programa de notícies Lateline. El 2002 va guanyar el premi Walkley Award for Most Outstanding Cntribution to Journalism